# Tom Wismans
Tom Wismans (Venlo, 29 oktober 1986) is een Nederlands handbalspeler.

## Biografie
Wismans begon met handballen bij HV Blerick en verhuisde in 2003 naar Bevo. In 2007 vertrok hij naar BFC. Na een seizoen bij BFC vertrok hij naar Sporting Neerpelt. Vervolgens speelt hij een seizoen bij Achilles Bocholt en keert in 2010 weer terug naar Bevo. Tussen 2013 en 2017 kwam Wismans uit voor Houthalen. In 2012 nam hij weer afscheid van Bevo, maar keert in 2016 weer terug. Hij speelt dan niet meer voor het eerste team, maar voor het derde team.